# Матвеев, Митрофан Ильич
Митрофа́н Ильи́ч Матве́ев (7 августа 1900 года, Воронеж — 21 февраля 1972 года, Москва) — советский военный деятель, генерал-майор (17 июля 1945 года).

## Начальная биография
Митрофан Ильич Матвеев родился 7 августа 1900 года в Воронеже.

## Военная служба

### Гражданская война
3 марта 1918 года призван в ряды РККА, после чего служил в Воронежской караульной команде. В январе 1919 года направлен на учёбу на 25-е пехотные командные курсы в Воронеже, в составе которых в период с апреля по сентябрь участвовал в подавлении восстания донских казаков в районах станиц Вёшенская, Казанская, Мигулинская, а в период с сентября по октябрь — против войск под командованием К. К. Мамонтова в районе Воронежа, Задонска и Ельца. По окончании курсов в мае 1920 года Митрофанов назначен на должность помощника командира роты в 4-й трудовой бригаде, а в июле переведён в 257-ю стрелковую дивизию (Мозырская группа войск), где назначен командиром роты в составе 507-го стрелкового полка, а в сентябре — на эту же должность в составе 33-го стрелкового полка. Находясь на этих должностях, принимал участие в боевых действиях в ходе советско-польской войны. В октябре на реке Западный Буг был ранен в ногу.

### Межвоенное время
По выздоровлении М. И. Матвеев в феврале 1921 года назначен на должность начальника отряда по борьбе с дезертирством в 4-й стрелковой дивизии, однако в марте заболел тифом и затем лечился в госпитале. По выздоровлении с июня 1921 года служил командиром взвода в 8-м отдельном батальоне ЧОН Воронежской губернии, с июля 1922 года — командиром взвода и роты в составе 21-й отдельной Лискинской роты ЧОН, а с июля 1924 года — помощником командира роты в составе 57-го стрелкового полка (19-я стрелковая дивизия). В 1928 году Митрофанову присвоено права окончившего нормальную военную школу, с октября того же года служил на должности командира пулемётной роты в 57-м стрелковом полку.
В ноябре 1929 года направлен на учёбу на курсы «Выстрел», после окончания которых с 1930 года продолжил службу в 57-м стрелковом полку на должностях командира и политрука пулемётной роты, помощника командира батальона, начальника штаба и командира 3-го батальона. В сентябре 1932 года переведён в Тамбовскую объединённую школу артиллерийских и оружейных техников, где служил на должностях начальника штаба батальона и руководителем топографии.
В июле 1934 года Митрофанов направлен на учёбу в Военную академию имени М. В. Фрунзе, после окончания которой в октябре 1937 года назначен на должность начальника 1-го отделения штаба 3-го стрелкового корпуса.
В декабре 1938 года направлен в спецкомандировку в Китай, из которой вернулся в мае 1940 года и в августе назначен на должность начальника штаба 160-й стрелковой дивизии (Московский военный округ), которая дислоцировалась в г. Горький.

### Великая Отечественная война
С началом войны 160-я стрелковая дивизия была передислоцирована в район Кричева, где была включена в состав 16-й армии, после чего принимала участие в боевых действиях в Смоленском сражении, в ходе которого попала в окружение, из которого вышла в районе реки Сож северо-восточнее Пропойска, после чего вела оборонительные боевые действия в районе Гомеля. Во время Орловско-Брянской оборонительной операции дивизия в районе Трубчевска вновь попала в окружение, из которого вышла в районе Севска и Льгова. По выходе из окружения подполковник М. И. Матвеев был назначен на должность начальника штаба 252-й стрелковой дивизии, которая вела боевые действия на Калининском направлении.
В декабре 1941 года назначен на должность командира 162-й стрелковой дивизии, формировавшейся в городе Верхний Уфалей (Уральский военный округ). По завершении формирования дивизия в апреле 1942 года была передислоцирована в район Купянска (Юго-Западный фронт), после чего принимала участие в боевых действиях в ходе Харьковской операции, в результате чего в июле после больших понесённых потерь дивизия отступила на Дон, где была расформирована, а полковник М. И. Матвеев в августе был назначен на должность командира 333-й стрелковой дивизии, формировавшейся в Южно-Уральском военному округе. После завершения формирования дивизия в октябре 1942 года направлена на Донской фронт, где была включена в 21-ю армию, в составе которой вела боевые действия против распопинской группировки войск противника. Там, с 19 ноября по декабрь 1942 года дивизия М. И. Матвеева наступала в ходе операции «Уран» севернее Сталинграда и совместно с другими дивизиями армии прорвалась в глубину оборону противника 3-й румынской армии и внесла больший вклад в окружение в районе станицы Клетской и в последующий стремительный разгром окруженных румынских войск. Две основные окруженные румынские группировки во главе с дивизионным генералом М. Ласкаром и бригадным генералом Стэнеску капитулировали 23 и 24 ноября, число пленных в них составляло около 29 000 солдат и офицеров .
Затем дивизия успешно наступала в ходе Ворошиловградской наступательной операции.
В июле 1943 года полковник М. И. Матвеев назначен на должность командира 297-й стрелковой дивизией, формировавшейся непосредственно на Юго-Западном фронте в районе Красный Лиман, Щурово, Диброва, Ямполь, Поповка (ныне Лиманский район, Донецкая область, Украина). С 25 июля дивизия под командованием М. И. Матвеева принимала участие в боевых действиях в ходе Донбасской наступательной операции, битвы за Днепр и Днепропетровской наступательной операции.
В декабре 1943 года был освобождён от занимаемой должности и назначен заместителем командира 28-й гвардейской стрелковой дивизии, а в марте 1944 года — командиром 92-й гвардейской стрелковой дивизии, после чего принимал участие в боевых действиях в ходе Одесской и Ясско-Кишинёвской наступательных операций, в результате чего дивизия под командованием М. И. Матвеева вышла на советско-румынскую границу и затем была передислоцирована на территорию Болгарии.

### Послевоенная карьера
После окончания войны находился на прежней должности. 92-я гвардейская стрелковая дивизия в августе 1945 года была передислоцирована в Одесский военный округ, где в октябре была преобразована в 34-ю гвардейскую механизированную.
С апреля 1946 года генерал-майор М. И. Матвеев находился в распоряжении Главного управления кадров НКО. С июля того же года служил на должностях старшего инспектора и инспектора Инспекции стрелковых войск Главной инспекции Сухопутных войск, а в июле 1950 года переведён в Главное управление боевой и физической подготовки Сухопутных войск Советской армии, где последовательно назначался начальником 10-го, 8-го и 6-го отделов.
Генерал-майор Митрофан Ильич Матвеев в апреле 1954 года вышел в запас. Умер 21 февраля 1972 года в Москве. Похоронен на Введенском кладбище (29 уч.).

## Награды
- Орден Ленина (21.2.1945);
- Три ордена Красного Знамени (17.9.1943, 3.11.1944, 24.6.1948);
- Орден Богдана Хмельницкого 2 степени (13.9.1944);
- Медали;
- Иностранные ордена.